# Capanna Alpinisti Monzesi
La capanna Alpinisti Monzesi, conosciuta anche come capanna Monza, è un rifugio alpino posto a 1170 m s.l.m. sul versante sud del monte Resegone, presso il passo del Fo a Erve.

## Storia
Le origini del rifugio risalgono ai primi anni del '900: nel 1909 cominciano i lavori di costruzione per un riparo e un appoggio per gli escursionisti che vogliono salire in vetta al monte Resegone. Voluto dai soci della S.A.M. (Società Alpinisti Monzesi) viene inaugurato il 18 giugno 1911 e comprende la cucina e la sala da pranzo al piano terra, mentre al primo piano sette camerette.
Il primo gestore è Costantino Valsecchi, che mantiene la conduzione del rifugio fino al 1924, lasciando poi a sua figlia, Maria Flora Valsecchi, e a suo marito, Guglielmo Bolis, la gestione fino al 1951.
Nel corso della seconda guerra mondiale, durante le vicissitudini della lotta partigiana, viene dato alle fiamme. Verrà poi ricostruito nel 1946. Nel 1960 ci saranno ulteriori lavori di ampliamento: una nuova sala da pranzo, il servizio igienico per le camere.
Si susseguono altri lavori migliorativi del rifugio che lo portano ad avere acqua corrente, un apparecchio telefonico esterno e l'impianto elettrico.

## Sport
La Capanna Alpinisti Monzesi è l'arrivo della Monza-Resegone, una gara podistica a passo libero, notturna e a squadre, organizzata dalla Società Alpinisti Monzesi, che si svolge generalmente il sabato antecedente il 24 giugno, festa di san Giovanni Battista.

## Accessi
La Capanna Alpinisti Monzesi può essere raggiunta da diversi itinerari:
- sentiero n.1 e 6: da Versasio, per il passo del Fo (2 ore)
- sentiero n. 11: da Erve (1 ore e 30)
- sentiero n. 576: da Brumano, per la Passata (1 ora 45)
- sentiero n. 576: da Rota Imagna, per il passo la Porta (2 ore 20)
- sentiero n. 24: dalla cima del monte Magnodeno (1 ora e 10)

## Itinerari
La Capanna Alpinisti Monzesi può essere il punto di partenza per questi itinerari:
- vetta del Resegone, percorrendo il sentiero n.11 lungo il canalone del Val Negra
- vetta del Resegone, percorrendo il sentiero delle creste, sentiero n. 11 e n. 571
- vetta del Magnodeno, percorrendo il sentiero n. 24
- vetta del Magnodeno, percorrendo il sentiero n. 23, dal passo del Fo lungo la cresta della Giumenta